# Квалификације за Европско првенство у фудбалу 2024 — група Ф
Група Ф квалификација за Европско првенство у фудбалу 2024. се састојала од 5 репрезентација: Белгија, Аустрија, Шведска, Азербејџан и Естонија.
Репрезентације Белгије и Аустрије су као првопласиране и другопласиране репрезентације избориле директан пласман на првенство, док захваљујући ранг листи УЕФА Лиге нације 2022/23. у бараж је отишла репрезентација Естоније.

## Табела
| Легенда |
| --- |
| Репрезентација која се квалификује у првом кругу                                                                                                 |
| Репрезентација која иде у бараж захваљујући учинку у Лиги нација 2022/23. након што нису завршили на првом или другом месту табеле у првом кругу |

| Табела групе Ф | Табела групе Ф | Табела групе Ф | Табела групе Ф | Табела групе Ф | Табела групе Ф | Табела групе Ф | Табела групе Ф | Табела групе Ф | Табела групе Ф |  |         |          |         |            |          |  | Домаћи | Домаћи | Домаћи | Домаћи | Домаћи | Домаћи | Домаћи | Гости | Гости | Гости | Гости | Гости | Гости | Гости |
|                | Репрезентација | И              | Д              | Н              | И              | ДГ             | ПГ             | ГР             | Бод.           |  | Белгија | Аустрија | Шведска | Азербејџан | Естонија |  | И      | Д      | Н      | И      | ДГ     | ПГ     | Бод.   | И     | Д     | Н     | И     | ДГ    | ПГ    | Бод.  |
| 1.             | Белгија        | 8              | 6              | 2              | 0              | 22             | 4              | +18            | 20             |  | -       | 1:1      | 1:1     | 5:0        | 5:0      |  | 4      | 2      | 2      | 0      | 12     | 2      | 8      | 4     | 4     | 0     | 0     | 10    | 2     | 12    |
| 2.             | Аустрија       | 8              | 6              | 1              | 1              | 17             | 7              | +10            | 19             |  | 2:3     | -        | 2:0     | 4:1        | 2:1      |  | 4      | 3      | 0      | 1      | 10     | 5      | 9      | 4     | 3     | 1     | 0     | 7     | 2     | 10    |
| 3.             | Шведска        | 8              | 3              | 1              | 4              | 14             | 12             | +2             | 10             |  | 0:3     | 1:3      | -       | 5:0        | 2:0      |  | 4      | 2      | 0      | 2      | 8      | 6      | 6      | 4     | 1     | 1     | 2     | 6     | 6     | 4     |
| 4.             | Азербејџан     | 8              | 2              | 1              | 5              | 7              | 17             | -10            | 7              |  | 0:1     | 0:1      | 3:0     | -          | 1:1      |  | 4      | 1      | 1      | 2      | 4      | 3      | 4      | 4     | 1     | 0     | 3     | 3     | 14    | 3     |
| 5.             | Естонија       | 8              | 0              | 1              | 7              | 2              | 22             | -20            | 1              |  | 0:3     | 0:2      | 0:5     | 0:2        | -        |  | 4      | 0      | 0      | 4      | 0      | 12     | 0      | 4     | 0     | 1     | 3     | 2     | 10    | 1     |

## Резултати
| Аустрија                                          | 4:1    | Азербејџан   |
| ------------------------------------------------- | ------ | ------------ |
| Сабицер 28’, 50’ · Грегорич 29’ · Баумгартнер 69’ | Детаљи | Махмудов 64’ |

| Шведска | 0:3    | Белгија              |
| ------- | ------ | -------------------- |
|         | Детаљи | Лукаку 35’, 49’, 83’ |

| Аустрија                 | 2:1    | Естонија    |
| ------------------------ | ------ | ----------- |
| Кајнц 68’ · Грегорич 88’ | Детаљи | Сапинен 25’ |

| Шведска                                                                        | 5:0    | Азербејџан |
| ------------------------------------------------------------------------------ | ------ | ---------- |
| Форсберг 38’ · Мустафазаде 65’ (аг.) · Гјекерес 79’ · Карлсон 88’ · Еланга 89’ | Детаљи |            |

| Азербејџан    | 1:1    | Естонија    |
| ------------- | ------ | ----------- |
| Кривоцјук 62’ | Детаљи | Сапинен 27’ |

| Белгија    | 1:1    | Аустрија          |
| ---------- | ------ | ----------------- |
| Лукаку 61’ | Детаљи | Мангала 22’ (аг.) |

| Аустрија             | 2:0    | Шведска |
| -------------------- | ------ | ------- |
| Баумгартнер 81’, 89’ | Детаљи |         |

| Естонија | 0:3    | Белгија                        |
| -------- | ------ | ------------------------------ |
|          | Детаљи | Лукаку 37’, 40’ · Бакајоко 90’ |

| Азербејџан | 0:1    | Белгија     |
| ---------- | ------ | ----------- |
|            | Детаљи | Караско 38’ |

| Естонија | 0:5    | Шведска                                                               |
| -------- | ------ | --------------------------------------------------------------------- |
|          | Детаљи | Гјекерес 18’ · Кулушевски 24’ · Исак 39’ · Квајсон 75’ · Класон 90+2’ |

| Белгија                                                       | 5:0    | Естонија |
| ------------------------------------------------------------- | ------ | -------- |
| Вертонген 4’ · Тросар 18’ · Лукаку 56’, 58’ · Де Кетеларе 88’ | Детаљи |          |

| Шведска  | 1:3    | Аустрија                                  |
| -------- | ------ | ----------------------------------------- |
| Холм 90’ | Детаљи | Грегорич 53’ · Арнаутовић 56’, 69’ (пен.) |

| Естонија | 0:2    | Азербејџан                          |
| -------- | ------ | ----------------------------------- |
|          | Детаљи | Бајрамов 9’ · Шејдајев 45+4’ (пен.) |

| Аустрија                        | 2:3    | Белгија                         |
| ------------------------------- | ------ | ------------------------------- |
| Лајмер 72’ · Сабицер 84’ (пен.) | Детаљи | Лукебакио 12’, 55’ · Лукаку 58’ |

| Азербејџан | 0:1    | Аустрија           |
| ---------- | ------ | ------------------ |
|            | Детаљи | Сабицер 48’ (пен.) |

| Белгија           | 1:1    | Шведска      |
| ----------------- | ------ | ------------ |
| Лукаку 31’ (пен.) | Детаљи | Гјекерес 15’ |

| Азербејџан                    | 3:0    | Шведска |
| ----------------------------- | ------ | ------- |
| Махмудов 3’, 89’ · Дадашов 6’ | Детаљи |         |

| Естонија | 0:2    | Аустрија                  |
| -------- | ------ | ------------------------- |
|          | Детаљи | Лајмер 26’ · Лајнхарт 40’ |

| Белгија                                | 5:0    | Азербејџан |
| -------------------------------------- | ------ | ---------- |
| Лукаку 17’, 26’, 30’, 37’ · Тросар 90’ | Детаљи |            |

| Шведска                   | 2:0    | Естонија |
| ------------------------- | ------ | -------- |
| Класон 22’ · Форсберг 55’ | Детаљи |          |

## Стрелци
14 голова
| - Ромелу Лукаку |

4 гола
| - Марсел Сабицер |

3 гола
| - Емин Махмудов - Кристоф Баумгартнер | - Михаел Грегорич | - Виктор Гјекерес |

2 гола
| - Конрад Лајмер - Марко Арнаутовић - Доди Лукебакио | - Леандро Тросар - Рауно Сапинен | - Виктор Класон - Емил Форсберг |

1 гол
| - Антон Кривоцјук - Рамил Шејдајев - Ренат Дадашов - Турал Бајрамов - Филип Линхарт - Флоријан Кајнц | - Јан Вертонген - Јаник Караско - Јохан Бакајоко - Чарлс Де Кетеларе - Антони Еланга | - Александар Исак - Дејан Кулушевски - Емил Холм - Јеспер Карлсон - Робин Квајсон |

Аутогол
| - Бахлул Мустафазаде (против Шведске) - Орел Мангала (против Аустрије) |